# Szlak Ariański
Szlak Ariański – pieszy szlak turystyczny na terenie województwa lubelskiego znakowany kolorem żółtym, biegnący od Skierbieszowa do wsi Pawłów (wiele źródeł niepoprawnie podaje ze szlak kończy się Rejowcu Fabrycznym, pewnie dlatego, że jest tam dogodne połączenie kolejowe). Poprowadzony jest przez Działy Grabowieckie i Pagóry Chełmskie. Przebiega przez Skierbieszowski Park Krajobrazowy. 
Szlak przebiega miejscami związanymi z życiem i działalnością Pawła Orzechowskiego należącego do braci polskich (potocznie zwanych arianami).
Istnieje podobny szlak, o identycznej trasie, w formie ścieżki geocachingu też zwanej „Szlak Ariański”, który ma aż 253 skrytki. 

## Przebieg
- 0 km – Skierbieszów (przystanek autobusowy). ruiny zamku w Skierbieszowie. Krzyżuje się ze szlakiem  „Po Działach Grabowieckich”.
- 1,5 km – Zawoda
- 3 km – Rezerwat przyrody Broczówka o pow. 6,17 ha, z zachowanymi zbiorowiskami kserotermicznymi z rzadkimi i chronionymi gatunkami roślin stepowych oraz fragmentu grądu i świetlistej dąbrowy
- 11 km – Wiszenki-Kolonia
- 13 km – Anielpol
- 15 km – Majdan Surhowski
- 15,5 km – Surhów-Kolonia
- 17,5 km – Surhów: pałac klasycystyczny z I poł. XIX w. z malowidłami o tematyce biblijnej, mitologicznej, historycznej i symbolicznej, wykonane techniką temperową przez malarza włoskiego Mikołaja Montiego wraz z 5 ha parkiem o układzie krajobrazowym z pocz. XIX w. z zachowanym starodrzewiem. Krzyżuje się z niebieskim  szlakiem  Tadeusza Kościuszki.
- 34,5 km – Krasnystaw: Zamek, ratusz, Muzeum Regionalne, stacja kolejowa PKP,  Krzyżuje się z niebieskim  szlakiem  Tadeusza Kościuszki.
- 37 km – Siennica Nadolna: cmentarz wojenny
- 40 km – Krupe: Zamek w Krupem, dwór Orzechowskich z XVIII w.,
- 46 km – Krynica: Wieża Ariańska (Piramida). Prawdopodobnie jest grobowcem Pawła Orzechowskiego.
- 48,5 km – Hruszów
- 52 km – Rejowiec: pałac z I poł. XIX w., pomnik Mikołaja Reja
- 61,5 km – Rejowiec Fabryczny (stacja kolejowa PKP): Dwór Kiwerskich w Rejowcu Fabrycznym z 1895, wczesnośredniowieczny kurhan
- 64 km – Pawłów : Krzyżuje się z Szlakiem Stawów Kańskich oraz czerwonym szlakiem  „Szlak Wyżynny”[3].

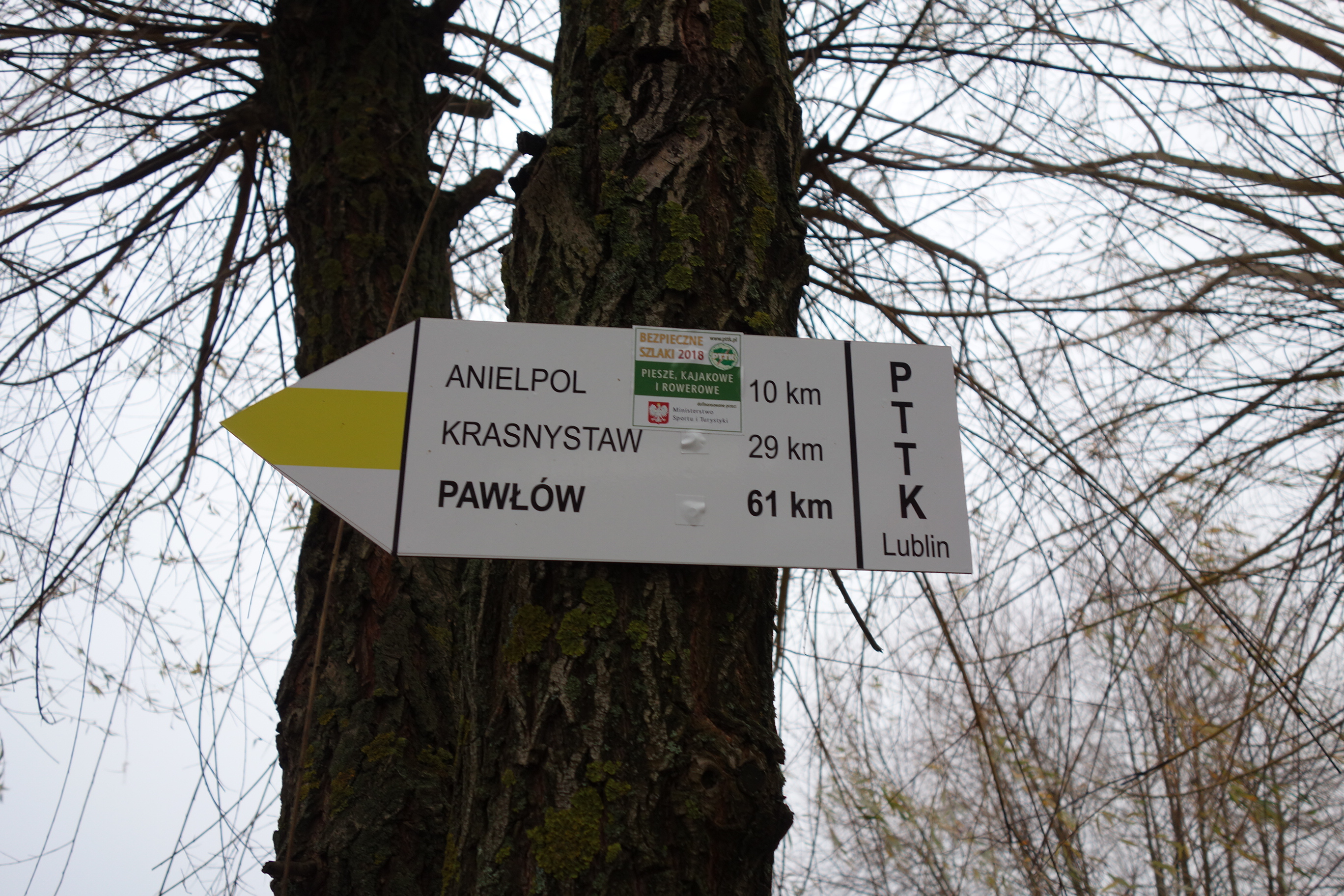
Początek szlaku Ariańskiego w Skierbieszowie
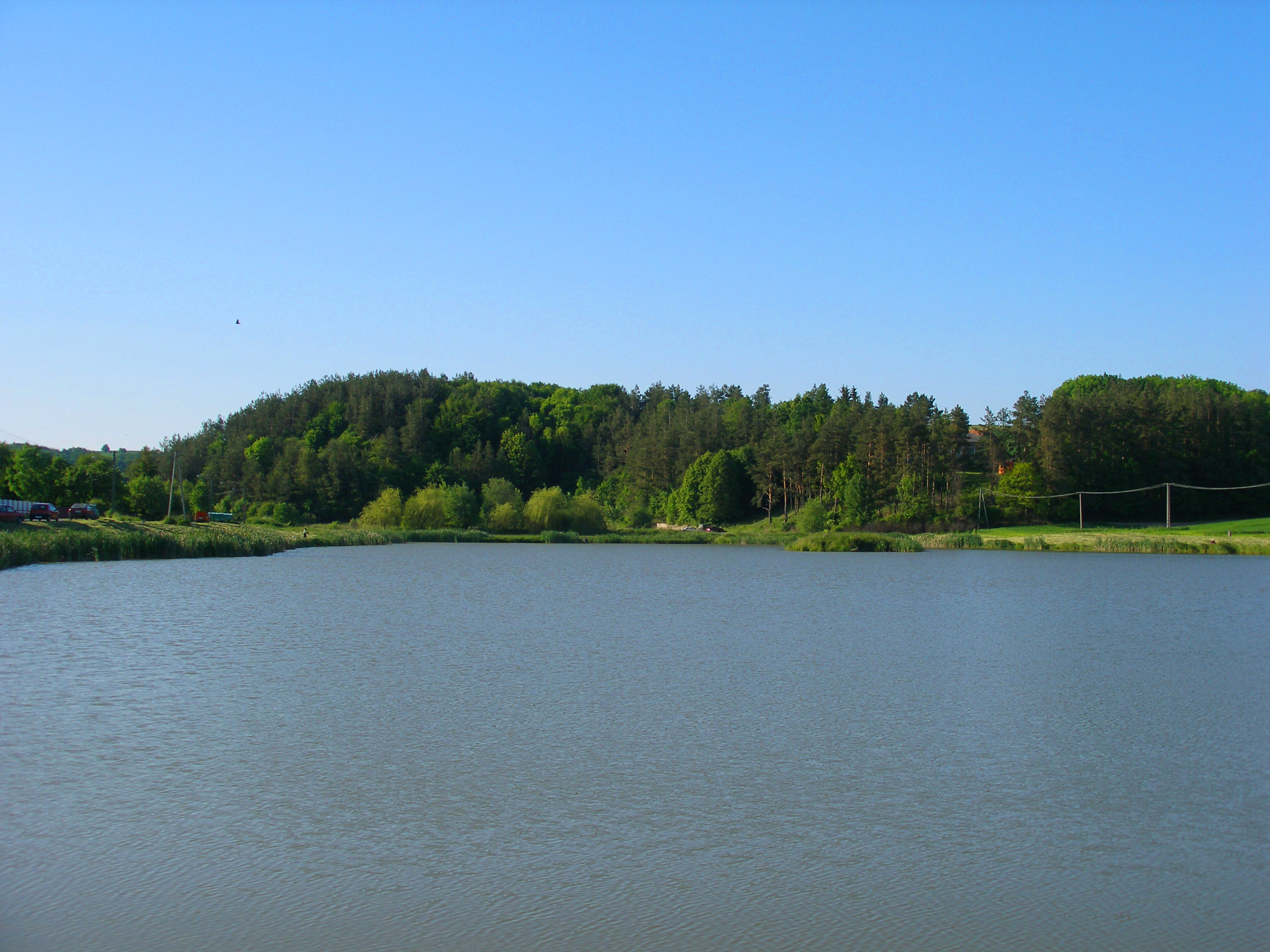
Rezerwat Broczówka od strony zalewu
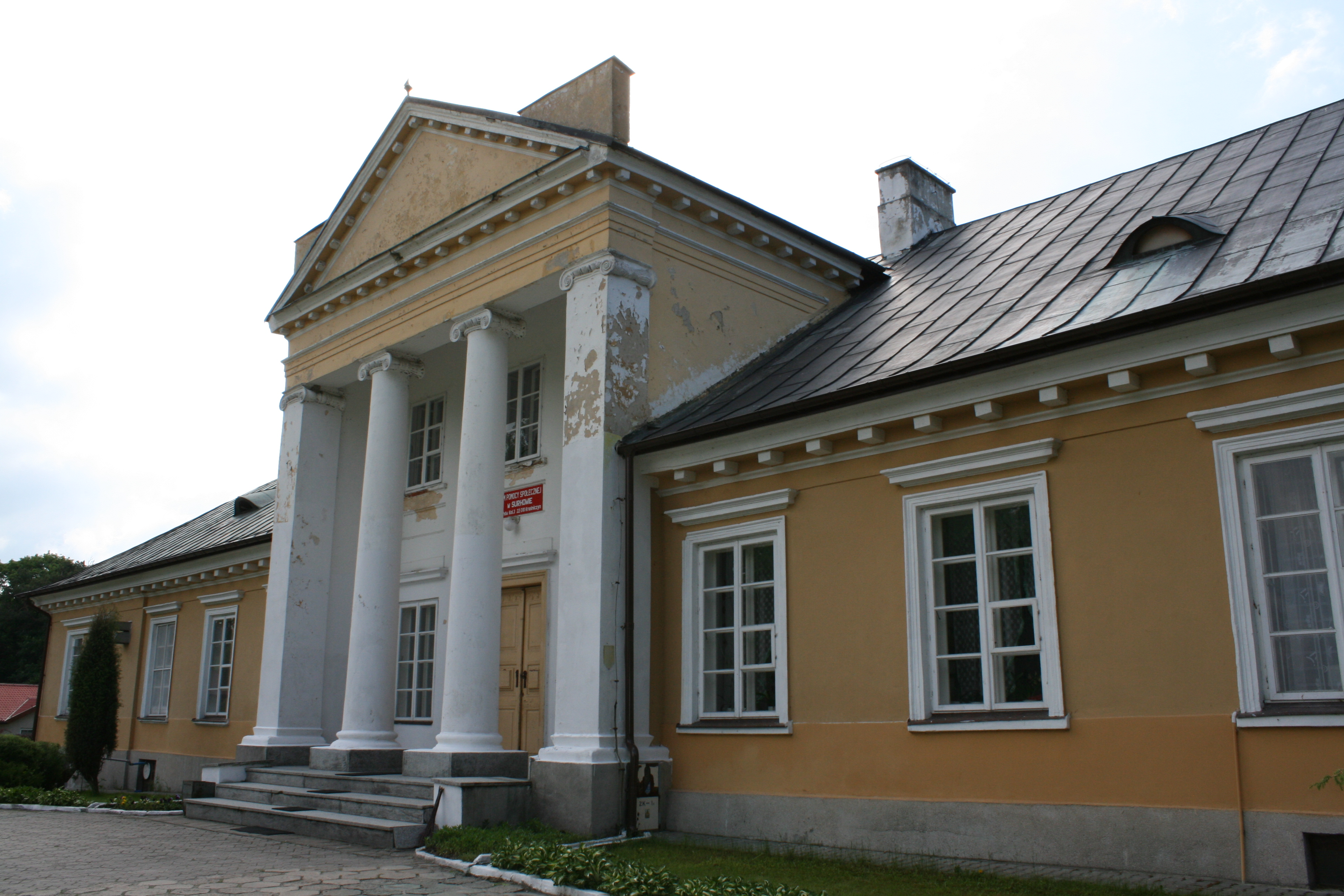
Pałac w Surhowie
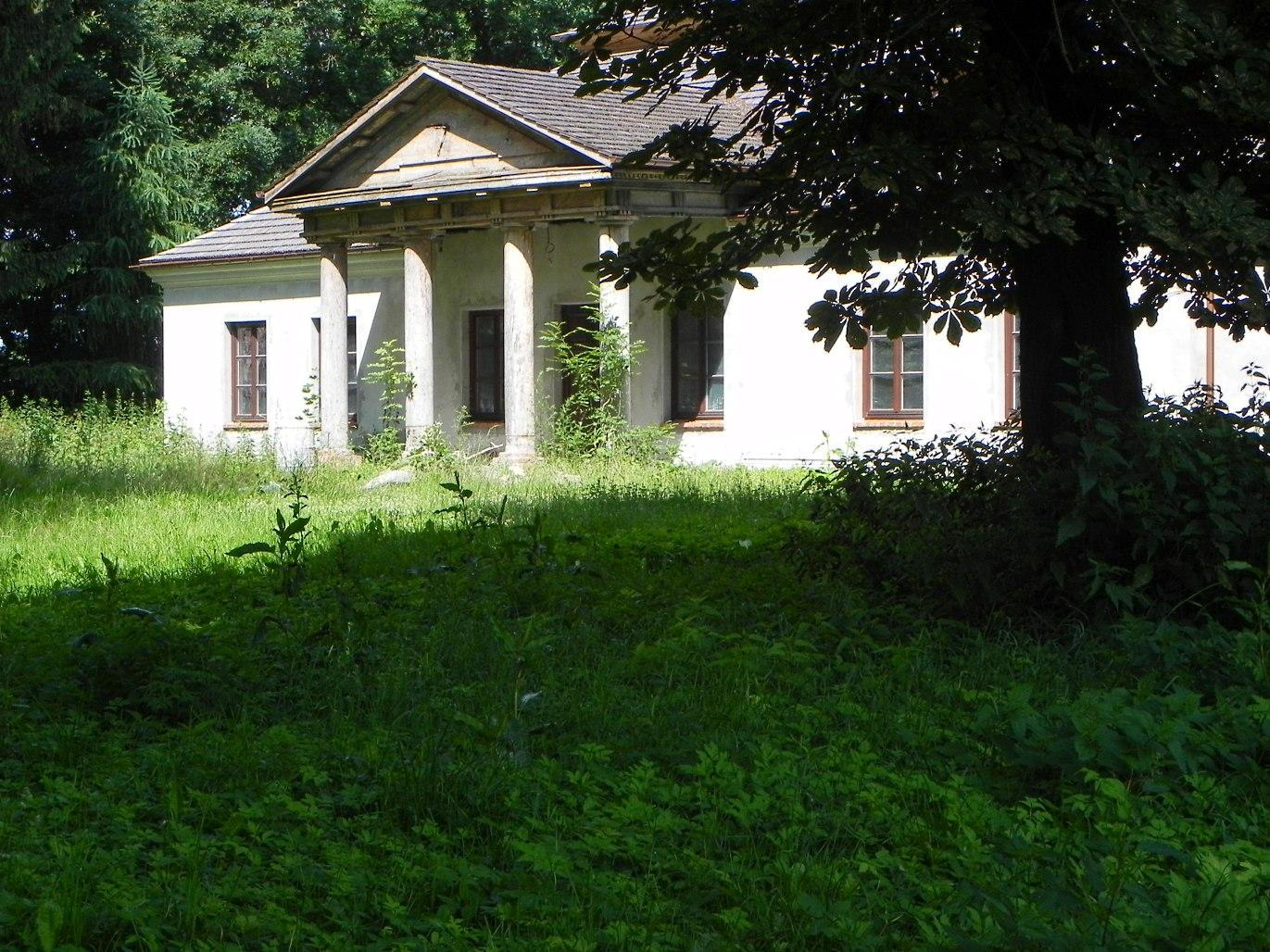
Dwór w Krupem
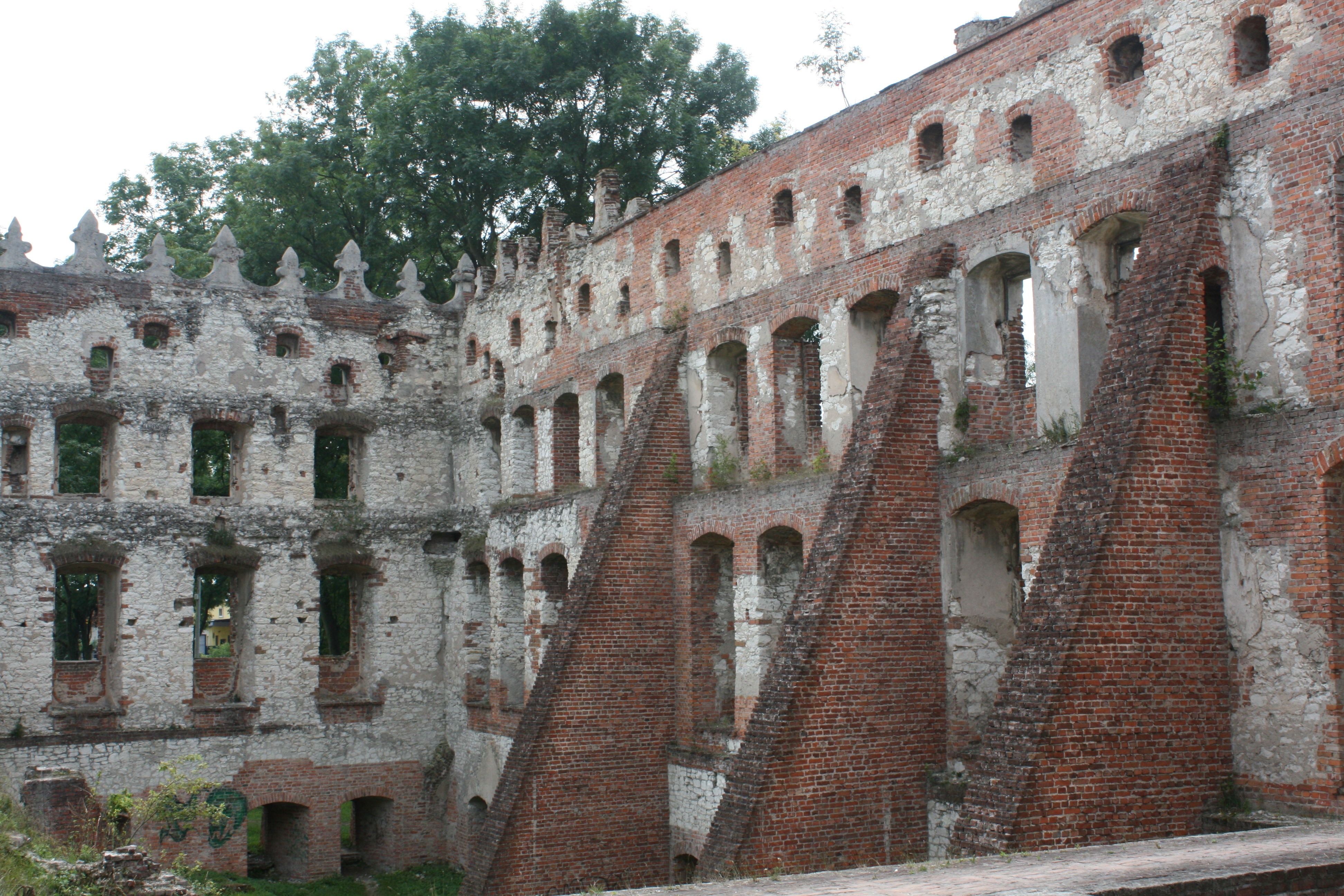
Zamek w Krupem
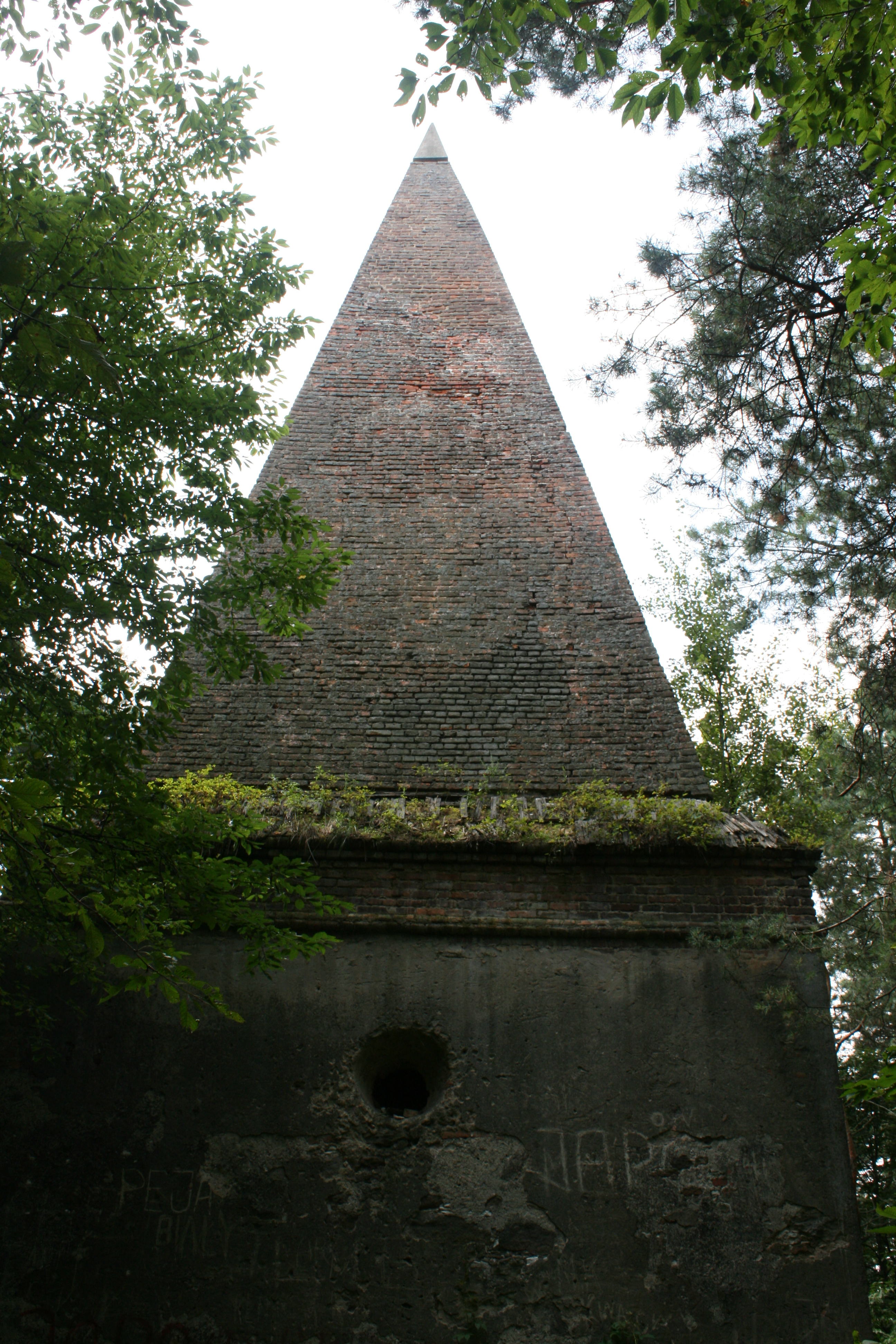
Wieża Ariańska w Krynicy
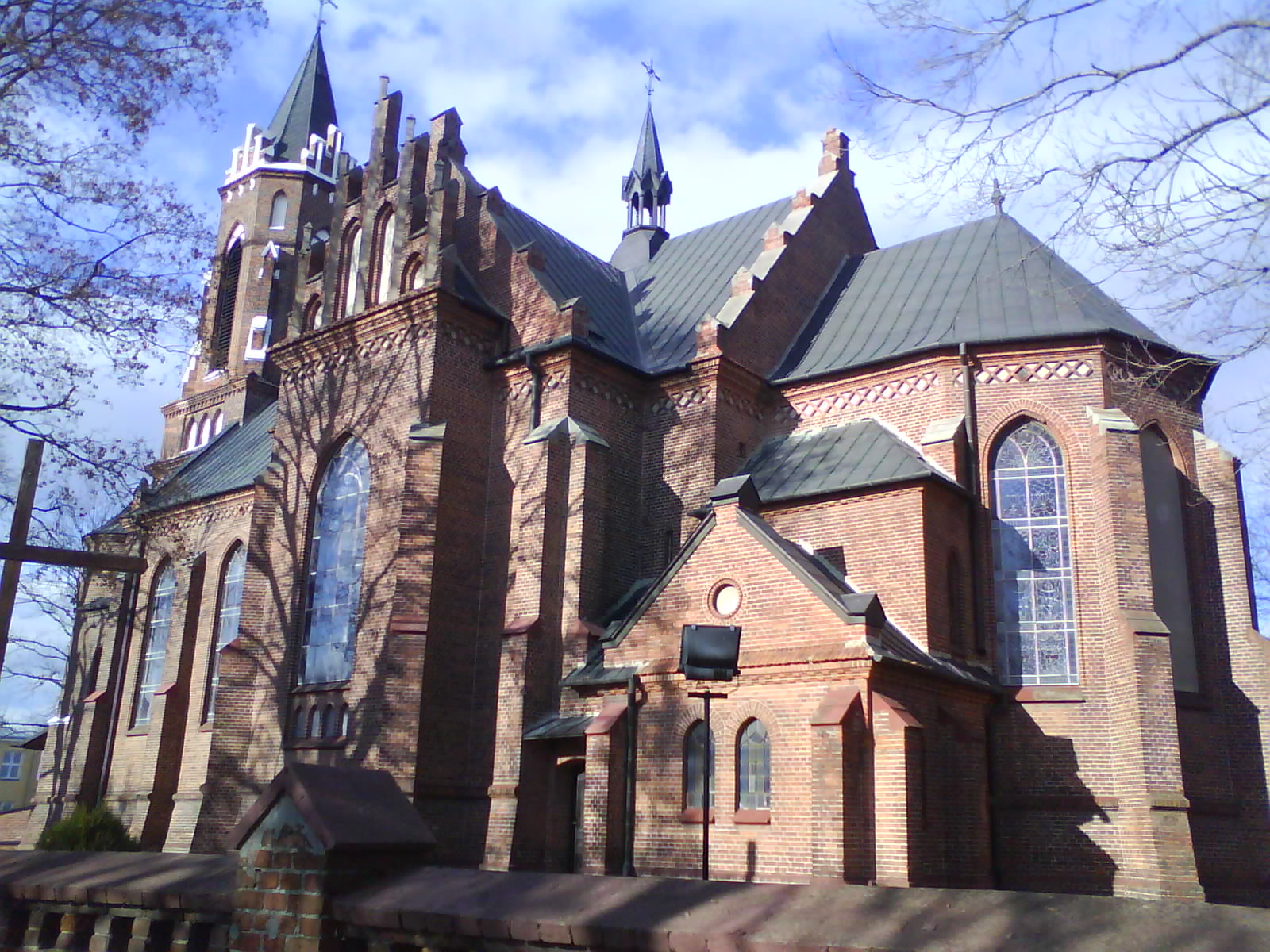
Kościół pw. św. Jana Chrzciciela w Pawłowie
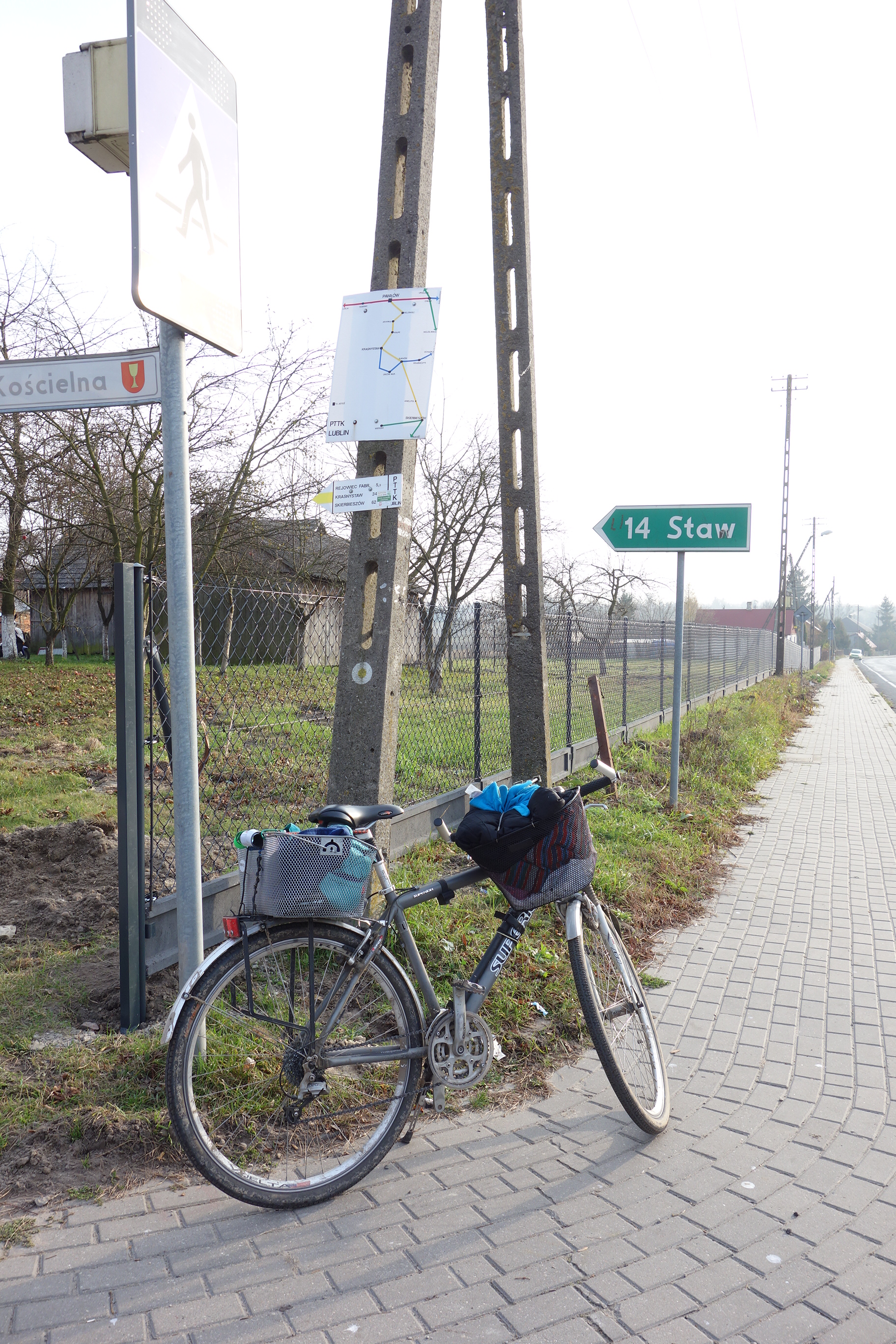
Koniec Szlaku Ariańskiego – Pawłów.